# Kotjahari
Kotjahari (en népalais : कोटजहारी) est un comité de développement villageois du Népal situé dans le district de Rukum. Au recensement de 2011, il comptait 5 125 habitants.